# Костисті риби
Кости́сті ри́би (Teleostei) — велика група, інфраклас новоперих (Neopterygii) риб. Ця різноманітна група, яка виникла в Тріасовому періоді, включає близько 20 000 сучасних видів, в тому числі 44 ряди риб; більшість сучасних риб є представниками цієї групи.
Ці риби мають рухливу максилу і премаксилу та відповідні модифікації в мускулатурі щелепи. Дані модифікації призводять до того, що їхні щелепи виглядають з рота.

## Історія
Костисті риби — найдавніші тварини, які з'явилися понад 400 млн років тому.
Раніше вважали, що слух у риб відсутній, та у XIX столітті німецький вчений Ернст Вебер порівняв слуховий апарат людини і риби. Він не знайшов у риби ні зовнішнього, ні середнього вуха і припустив, що їх функцію виконує плавальний міхур.
Вебер був правий. Плавальний міхур замінює рибам барабанну перетинку, а його коливання передають внутрішньому вуху 4 пари з'єднаних між собою кісток.

## Поширення і навколишнє середовище
Вони розповсюджені в усіх водах Світового океану, не виключаючи навіть струмків.
Костисті риби мешкають практично у всіх шарах гідросфери, заселяючи завдяки широкому діапазону осморегуляційних процесів як прісні, так і солоні водойми, в тому числі й великі глибини, мешканці яких добре пристосувалися до високого тиску і відсутності освітлення. Варто відзначити, що деякі види, як наприклад лососеві, здатні протягом життя переходити з морів у прісні водойми і навпаки. Ряд фізіологічних адаптацій дозволяє костистим рибам жити у водоймах по всій планеті, деякі з яких істотно відрізняються умовами, такими як вміст кисню, температура та іншим.

## Класифікація
- Надряд Елопоїдні (Elopomorpha)
  - Ряд Елопоподібні (Elopiformes)
  - Ряд Альбулеподібні (Albuliformes)
  - Ряд Спиношипоподібні (Notacanthidae)
  - Ряд Вугроподібні (Anguilliformes)
  - Ряд Мішкоротоподібні (Saccopharyngiformes)
- Надряд Кістковоязикі (Osteoglossomorpha)
  - Ряд Араваноподібні (Osteoglossiformes)
  - Ряд Гіодоноподібні (Hiodontiformes)
- Надряд Клюпеоїдні (Clupeomorpha)
  - Ряд Оселедцеподібні (Clupeiformes)
- Надряд Остаріофізи (Ostariophysi)
  - Ряд Гоноринхоподібні (Gonorynchiformes)
  - Ряд Коропоподібні (Cypriniformes)
  - Ряд Харациноподібні (Characiformes)
  - Ряд Гімнотоподібні (Gymnotiformes)
  - Ряд Сомоподібні (Siluriformes)
- Надряд Протакантопері (Protacanthopterygii)
  - Ряд Аргентиноподібні (Argentiniformes)
  - Ряд Лососеподібні (Salmoniformes)
  - Ряд Щукоподібні (Esociformes)
  - Ряд Корюшкоподібні (Osmeriformes)
- Надряд Стенопері (Stenopterygii)
  - Ряд Ателеоподоподібні (Ateleopodiformes)
  - Ряд Голкоротоподібні (Stomiiformes)
- Надряд Циклоскамати (Cyclosquamata)
  - Ряд Авлопоподібні (Aulopiformes)
- Надряд Скопеломорфи (Scopelomorpha)
  - Ряд Міктофоподібні (Myctophiformes)
- Надряд Лампридоморфи (Lampridiomorpha)
  - Ряд Лампридоподібні (Lampriformes)
- Надряд Поліміксоморфи (Polymyxiomorpha)
  - Ряд Поліміксоподібні (Polymixiiformes)
- Надряд Паракантопері (Paracanthopterygii)
  - Ряд Перкопсоподібні (Percopsiformes)
  - Ряд Жабоподібні риби (Batrachoidiformes)
  - Ряд Вудильникоподібні (Lophiiformes)
  - Ряд Тріскоподібні (Gadiformes)
  - Ряд Ошибнеподібні (Ophidiiformes)
- Надряд Акантопері (Acanthopterygii)
  - Ряд Атериноподібні (Atheriniformes)
  - Ряд Сарганоподібні (Beloniformes)
  - Ряд Китовидкоподібні (Cetomimiformes)
  - Ряд Коропозубоподібні (Cyprinodontiformes)
  - Ряд Стефанобериксоподібні (Stephanoberyciformes)
  - Ряд Беріксоподібні (Beryciformes)
  - Ряд Зевсоподібні (Zeiformes)
  - Ряд Присоскопероподібні (Gobiesociformes)
  - Ряд Колючкоподібні (Gasterosteiformes)
  - Ряд Іглицеподібні (Syngnathiformes)
  - Ряд Злитнозяброподібні (Synbranchiformes)
  - Ряд Скелезубоподібні (Tetraodontiformes)
  - Ряд Камбалоподібні (Pleuronectiformes)
  - Ряд Скорпеноподібні (Scorpaeniformes)
  - Ряд Окунеподібні (Perciformes)

## Опис
Розмір костистих риб коливається від кількох сантиметрів до 7 метрів.
Риби дуже тонко відчувають запахи, розрізняють смак. Прикладом може бути тихоокеанський лосось, який може впізнати смак рідної води, навіть якщо її розбавити у співвідношенні однієї частки до кількох мільйонів[джерело?] (~0,0001 % розчин).
Риби добре відрізняють один звук від іншого і сприймають їх з великих відстаней. Та існують риби, які не мають плавального міхура. Чують такі риби дуже погано.
Крім того, риби тонко аналізують ситуацію близько джерела звуку за допомогою бічної лінії (як у акул).
Раніше вважалося, що море безмовне. Це не так. Ми не можемо чути звуки, які видає риба у воді без спеціальних приладів. Звуки риб схожі на глухий стогін, пташиний гомін] або пароплавні гудки. Цих звуків настільки багато, що неможливо їх перелічити.
«Спілкування» риб відбувається зоровим та слуховим сприйняттями. Одні сигналізують своїми позами, другі — зміною кольору, треті — світловими спалахами, деякі — електричними полями. Так вони «попереджають» про небезпеку, «повідомляють» про наявність їжі та ін.
У багатьох костистих риб дуже гарно розвинений зір. Їх очі влаштовані таким чином, що вони розрізняють кольори так само, як і людина. Та у деяких риб, наприклад, у маленької чотириокої рибки, яка мешкає у Центральній Америці, око влаштоване так, вона водночас бачить, що робиться під водою і на поверхні. У неї поперек зіниці тягнеться горизонтальна смужка, яка поділяє око на два. Верхній зір дозволяє їй живитися мошками (над поверхнею води), а нижній зір дає можливість вчасно побачити ворога.
У деяких глибинних риб зір дуже поганий, а інші не бачать зовсім. Сліпа глибоководна риба тифлонус, яка мешкає біля Багамських островів, зовсім не має очей.
Костисті риби плавають з різною швидкістю. Є риби повільні, швидкісні, а деякі практично зовсім «відмовились» від плавання.
Вода у 800 разів щільніша від повітря. У риби, що рухається у воді, кожний виступ, нерівність на тілі утворюють опір. Тому швидкоплаваючі океанічні риби мають обтічну форму, яка спереду загострена, далі потовщена максимально, а потім витончено звужена до хвостового плавника. Уся задня половина риби наче двигун. До хребця прикріплені потужні м'язи, і риба може усе життя без утоми водити хвостом у різні боки. Зверху тіла риб вкриті слизом, що сприяє зменшенню тертя та підвищенню швидкості. Грудні, черевні та спинні плавники ніякої участі у русі риби не беруть. Вони виконують роль керма, стабілізаторів та гальм. Коли риба пливе на великій швидкості, вони складаються уздовж боків і входять у заглиблення, які є в цих місцях на тілі риби. У хвоста зверху та знизу є маленькі трикутні плавники, які запобігають завихренню. Така конструкція ідеальна для швидкісного руху, вона дає можливість багатьом рибам врятуватися від ворогів.
Деякі види риб використовують грудні плавники для зовсім іншої мети. У боротьбі за життя з часом вони навчились виплигувати з води, широко розставляючи грудні плавники, які до того часу були складені і притиснуті до боків. Повітря натягує перетинки плавників, підхоплює
й несе рибу над водою на сотні метрів. Інколи під час польоту такі рибки опускають тіло вниз хвостом і встигають декілька разів ударити по воді, ще більше розганяючись, для продовження польоту.
Але не всі риби у боротьбі за існування покладаються на швидкість. Яких тільки пристосувань не існує! Наприклад, малорухомі глибинні риби-вудильники мають світний орган, який являє собою залозу, заповнену слизом. У цьому слизу знаходяться світні бактерії. При необхідності риба здатна викликати світіння, а необхідність ця виникає під час полювання. Справа в тому, що усі вудильники мають чорний або темно-коричневий колір і тому не помітні на дні. Світний орган, розташований над пащею, приваблює допитливих тварин, які підпливають до вогника і попадають у пащу хижака, а вудильнику залишається тільки зімкнути щелепи.
Дорослий самець вудильника дрібніший за самку і живе він, присмоктавшись до її живота або голови. З часом його губи й язик зрощуються з тілом самки, а щелепи, зуби, очі, кишечник поступово перестають функціонувати. Кров'яна судинна система зливається з судинною системою самки. Залишаються лише зябра.
Відомий випадок, коли на самці вудильника виявляли одразу трьох самців, що присмокталися.
Можливо, це відбувається тому, що на великій глибині важко знайти самицю для розмноження. Тому зручніше завжди бути поруч з нею.

## Розмноження
Більшість риб відкладають ікру, і на цьому закінчуються їх турботи про малюків. Та є такі риби, які до виведення малюків готуються дуже ретельно. Вони утворюють спеціальні примітивні гнізда з водяної трави. Інші турботливі батьки носять ікру на собі. Деякі риби виношують ікру у спеціальних «сумках», у роті або забирають її навіть у шлунок! Цікаво, що коли ікра знаходиться у роті або шлунку, риби відмовляються від їжі.
А є й дуже «ледачі» батьки! Рибу леопардову цихліду іноді називають зозулею за схожість з поведінкою птаха. Справа в тому, що під час нересту ця хижачка нападає на батьків-родичів, які охороняють кладку. Вона на деякий час відганяє їх від кладки, з'їдає ікру, а на її місце відкладає свою і швидко тікає. Повернувшись, батьки інстинктивно починають турбуватися про майбутніх малюків леопардової цихліди.

### Будова скелета
Осьовий скелет (хребет) костистих риб складений численними амфіцельними (увігнутими спереду і ззаду) кістковими хребцями, що відрізняються за своєю будовою в тулубовій і хвостовому відділах. Простір між увігнутими поверхнями сусідніх хребців, і вузький канал у центрі хребців, заповнені залишками хорди. У хвостовому відділі нижні дуг хребців утворюють гемальний канал, в якому проходять хвостові артерія і вена. Череп складається з двох відділів: осьового та вісцерального, майже цілком утворений кістковою тканиною і складається з численних окремих кісток. Тіло вкрите шипами і кістковими пластинками. Деяких видів тіло голе, без луски (наприклад деякі помилкові). Розміри варіюються від 1 см до 5 м.

### Будова сечостатевої системи
Костисті риби мають мезонефричні нирки із сечоводами, відповідним вольфовим каналам, мають сечовий міхур. Статеві протоки є особливими утвореннями, не гомологічні ні вольфові, ні мюллерові канали. Ці особливості пов'язані з високою плодючістю костистих риб, забезпечують виведення великої кількості статевих продуктів, і характерні тільки для костистих (і деяких інших кісткових) риб, не отримавши подальшого розвитку в еволюції хребетних тварин. У більшості своїй костисті риби роздільностатеві, лише деякі гермафродити. Запліднення як зовнішній, так і внутрішнє (гамбузії, гуппі, голомянка та ін.).

## Живлення
Різноманітні адаптації костистих риб до різних типів і способів живлення. Цей клас включає і м'ясоїдні, і рослиноїдні форми, зустрічаються навіть види, що паразитують на інших рибах; багато видів характеризуються змішаним живленням.